# Wiesen nördlich Lahr
Die Wiesen nördlich Lahr sind ein Schutzgebiet gemäß der Fauna-Flora-Habitat-Richtlinie. Die Wiesen liegen etwa einen Kilometer nördlich von Lahr, Waldbrunn, Landkreis Limburg-Weilburg, Hessen. Das 51 ha große Gebiet wurde im Juni 2000 unter Schutz gestellt.
Das Schutzgebiet befindet sich im Südoberwesterwälder Hügelland. Hier bildet es ein nach Süden geöffnetes Tal ungefähr 300 m.ü.NN bis 340 m.ü.NN. Dieses wird von einem bewaldeten Höhenzug mit den Bergen Stein (390 m.ü.NN) und Backenscheid (390 m.ü.NN) überragt. Die Wiesen bilden den Quellbereich des Kerkerbachs.
Prägend für die Unterschutzstellung sind die mageren Flachland-Mähwiesen mit Vorkommen des Großen Wiesenknopf (Sanguisorba officinalis) und des Wiesen-Fuchsschwanz (Alopecurus pratensis). Im Schutzgebiet sind Populationen des Dunklen (Maculinea nausithous) und des Hellen Wiesenknopf-Ameisenbläuling (Maculinea teleius).